# Zatrephes propinqua
Zatrephes propinqua là một loài bướm đêm thuộc phân họ Arctiinae, họ Erebidae.